# Y2K (filme)
Y2K (No Brasil, Y2K - O Bug do Milênio) é um filme americano de comédia de desastre de 2024 dirigido por Kyle Mooney em sua estreia na direção, escrito por Mooney e Evan Winter, e estrelado por Jaeden Martell, Rachel Zegler, Julian Dennison, Fred Durst e Alicia Silverstone. O filme se concentra em um grupo de estudantes do ensino médio que tentam sobreviver quando o bug do milênio faz com que toda a tecnologia em todo o mundo venha à vida e se volte contra a humanidade.
Teve sua estreia mundial no South by Southwest em 9 de março de 2024. E foi lançado pela A24 nos cinemas dos Estados Unidos em 6 de dezembro de 2024. O filme recebeu críticas mistas dos críticos e arrecadou US$ 4,2 milhões.

## Premissa
O filme retrata o evento projetado do Y2K realmente acontecendo enquanto dois amigos perdedores fazem uma festa do ensino médio em 1999.

## Elenco
- Jaeden Martell
- Julian Dennison
- Rachel Zegler
- Lachlan Watson
- Mason Gooding
- The Kid Laroi
- Eduardo Franco
- Miles Robbins
- Fred Hechinger
- Alicia Silverstone
- Tim Heidecker
- Daniel Zolghadri
- Sebastian Chacon
- Lauren Balone

## Produção
Foi anunciado no início de março de 2023 que Kyle Mooney dirigiria o filme para a A24. Jaeden Martell, Julian Dennison, Rachel Zegler, Lachlan Watson, Mason Gooding, The Kid Laroi, Eduardo Franco, Miles Robbins, Fred Hechinger, Alicia Silverstone, Tim Heidecker e Daniel Zolghadri se juntaram ao elenco. Além disso, o Weta Workshop estava programado para trabalhar nos efeitos do filme. Em abril de 2023, Sebastian Chacon e Lauren Balone se juntaram ao elenco.
A produção foi finalizada em abril de 2023.

## Lançamento
Teve sua estreia mundial no South by Southwest em 9 de março de 2024. Foi lançado em 6 de dezembro de 2024.

## Recepção

### Bilheteria
Nos Estados Unidos e no Canadá, Y2K foi lançado ao lado de Werewolves e Pushpa 2: The Rule, e foi projetado para arrecadar de US$ 3 a US$ 5 milhões de 2.108 cinemas em seu fim de semana de estreia. O filme arrecadou US$923.110 em seu primeiro dia, incluindo US$ 300.000 nas prévias de quinta-feira à noite. Ele estreou com US$ 2,1 milhões, terminando em oitavo.

### Resposta dos críticos e do público
No site agregador de críticas Rotten Tomatoes, 45% das 82 resenhas dos críticos são positivas, com uma classificação média de 5,5/10. O consenso diz: "Levemente divertido, mesmo que esteja em convicções de gênero, Y2K ganha pontos por ambição e pura audácia, mesmo que se esforce para manter as risadas, mantendo uma mistura tonal bagunçada." O Metacritic, que usa uma média ponderada, atribuiu ao filme uma pontuação de 49 em 100, baseado em 27 críticos, indicando críticas "mistas ou médias".
O público pesquisado pelo CinemaScore deu ao filme uma nota média de "C–" em uma escala de A+ a F, enquanto os entrevistados pelo PostTrak deram a ele uma pontuação geral positiva de 65%, com 50% dizendo que definitivamente o recomendariam.